# Pseudalus affinis
Pseudalus affinis är en fjärilsart som beskrevs av Rothschild 1933. Pseudalus affinis ingår i släktet Pseudalus och familjen björnspinnare. Inga underarter finns listade i Catalogue of Life.